# Luc Millecamps
Luc Millecamps (Waregem, 1951. szeptember 10. –) Európa-bajnoki ezüstérmes belga labdarúgó, hátvéd. Testvére Marc Millecamps szintén válogatott labdarúgó.
Részt vett az 1980-as olaszországi Európa-bajnokságon és az 1982-es spanyolországi világbajnokságon.

## Sikerei, díjai
Belgium
- Európa-bajnokság
  - ezüstérmes: 1980, Olaszország

 KSV Waregem
- Belga kupa
  - győztes: 1974